# Чеберчинка
Чеберчинка (эрз. Улянка лей) — река в России, протекает по Дубенскому району Мордовии, у устья протекает по границе с Ульяновской областью, исток реки находится в Атяшевском районе. Устье реки находится в 355 км от устья Суры по левому берегу, у села Кирзять Сурского района. Длина реки составляет 62 км, площадь водосборного бассейна — 560 км².
Основные притоки: Излань, Покш-Сяльме, Качерма и Ашня.
Крупнейшие населённые пункты на реке — сёла, центры сельских поселений Петровка, Красино, Николаевка и Чеберчино.

## Данные водного реестра
По данным государственного водного реестра России относится к Верхневолжскому бассейновому округу, водохозяйственный участок реки — Сура от Сурского гидроузла и до устья реки Алатырь, речной подбассейн реки — Сура. Речной бассейн реки — (Верхняя) Волга до Куйбышевского водохранилища (без бассейна Оки).
Код объекта в государственном водном реестре — 08010500312110000036951.